# Froelichia drummondii
Froelichia drummondii är en amarantväxtart som beskrevs av Horace Bénédict Alfred Moquin-Tandon. Froelichia drummondii ingår i släktet Froelichia och familjen amarantväxter. Inga underarter finns listade i Catalogue of Life.